# NGC 2768
NGC 2768 је елиптична галаксија у сазвежђу Велики медвед која се налази на NGC листи објеката дубоког неба.
Деклинација објекта је + 60° 2' 11" а ректасцензија 9h 11m 37,4s. Привидна величина (магнитуда) објекта NGC 2768 износи 9,9 а фотографска магнитуда 10,9. Налази се на удаљености од 20,421 милиона парсека од Сунца. NGC 2768 је још познат и под ознакама UGC 4821, MCG 10-13-65, CGCG 288-26, PGC 25915.